# Guabiju
Guabiju là một đô thị thuộc bang Rio Grande do Sul, Brasil. Đô thị này có diện tích 148,393 km², dân số năm 2007 là 1669 người, mật độ 11,25 người/km².